# Schköna
Schköna is een plaats en voormalige gemeente in de Duitse deelstaat Saksen-Anhalt en maakt deel uit van de gemeente Gräfenhainichen in de Landkreis Wittenberg.
Schköna telt 765 inwoners.